# Folk metal
Folk metal – odmiana muzyki metalowej wywodząca się zazwyczaj z black lub heavy metalu. Trudno jednak stwierdzić dokładną datę powstania tego nurtu muzycznego. Jako pierwszy zespół nawiązujący do folku uważa się powstały w 1983 roku zespół Bathory. Na płycie Blood Fire Death poza tradycyjnym black metalowym brzmieniami pojawiają się elementy folkowe. Muzycy wykorzystują w swoim brzmieniu dźwięki i motywy muzyczne charakterystyczne dla regionu, z którego pochodzi dany zespół, choć nie jest to regułą. Najczęściej są to elementy muzyki celtyckiej bądź wzięte ze współczesnych utworów ludowych.
Elementy ludowe inkorporowane są w różnym stopniu. Szwedzki Otyg tworzy folk, wykorzystując elektryczne gitary i skrzypce, niemieckie In Extremo skrzyżowanie muzyki dawnej z metalem, a fiński Finntroll „polka-metal”, używając tradycyjnych instrumentów. Inny przykład to litewski Žalvarinis, wykorzystujący tradycyjny, litewski śpiew, czy białoruska grupa Znich (Znicz) refreny tworzące mistyczny nastrój, teksty pierwotnie o bogach kaszubskich, później sumeryjskich i egipskich.
Styl ten rzadko kiedy wychodzi poza Europę i Amerykę Północną z wyjątkiem niektórych zespołów południowoamerykańskich (np. nagrania Sepultury) i indyjskich (m.in. Rudra).

## Folk metal w Polsce
W Polsce przedstawicielami gatunku są zespoły Radogost, Percival Schuttenbach, Leśne Licho oraz Morhana. W początku XXI wieku jednak miał miejsce poważny rozkwit sceny folk metalowej w Polsce. Do czołowych przedstawicieli nowej fali polskiego folk metalu można zaliczyć takie zespoły jak m.in. Cronica, Helroth, Netherfell, Merkfolk, Runika, Velesar, Elforg, Black Velvet Band czy Time of Tales. W całym kraju organizowane są również liczne imprezy, festiwale i trasy koncertowe przedstawiające wykonawców z tego nurtu, m.in. Słowiańska Noc Folk Metalowa (Brenna), Zlot Fanów Folk Metalu (Wrocław, Warszawa), Folk Metal Crusade (trasa koncertowa) czy objazdowa impreza Folk Metal Night (Warszawa i cała Polska). Powstała także polska wytwórnia wydająca kapele z tego nurtu, Art of the Night Productions – która dotychczas wydała kilkanaście płyt, w zdecydowanej większości polskich zespołów folk metalowych. Do wydanych przez tę wytwórnię płyt należą m.in. „The Folk Bringer” Merkfolk, „Elforg” Elforg, „I Pagan” Helroth, „When the Earth Was Forged” Morhana.